# Anton Trapp
Anton Trapp (* 24. September 1893 in Bingen am Rhein; † 12. Juli 1967 ebenda) war ein deutscher Politiker (CDU).
Trapp besuchte die Volksschule. Nachdem er 1912 das Abitur abgelegt hatte, war er von 1912 bis 1931 Verwaltungsbeamter im Kreisamt Bingen. Nach der Machtergreifung der Nationalsozialisten war er von 1933 bis 1945 von jeder öffentlichen Tätigkeit ausgeschlossen und war in der Privatwirtschaft tätig. 1945 wurde er Verwaltungsamtmann bei der Kreisverwaltung Bingen.
Trapp, der katholischer Konfession war, war 1931–1933 hauptamtlicher Bürgermeister von Gau-Algesheim. Nach der Machtergreifung wurde er aus politischen Gründen entlassen. Nach dem Zweiten Weltkrieg war er Mitbegründer der CDU in Bingen und im Kreis Bingen. Er war CDU-Ortsvorsitzender, Mitglied des Stadtrats und des Kreistags Bingen und von 1947 bis 1959 Landrat des Kreises Bingen. In der ersten Wahlperiode 1947 bis 1951 gehörte er dem Rheinland-Pfälzischen Landtag an. Im Landtag war er Mitglied im Agrarpolitischen Ausschuss, Hauptausschuss sowie dem Wirtschafts- und Verkehrsausschuss.
Er war Kreisvorsitzender des Deutschen Roten Kreuzes. 

## Auszeichnungen
- Bundesverdienstkreuz Erster Klasse
- Ehrenbürger der Stadt Bingen
- Ehrenvorsitzender des Kreisverbands der Heimatfreunde Bingen-Land